# Greedy (Ariana Grande)
Greedy è un brano musicale della cantante statunitense Ariana Grande, settima traccia del suo terzo album Dangerous Woman del 2016.

## Descrizione
Il brano è stato scritto da Max Martin, Savan Kotecha, Alexander Kronlund e Ilya Salmanzadeh e prodotto da Martin e Salmanzadeh. È stato pubblicato il 14 maggio 2016 come traccia gratuita per accompagnare i pre-ordini digitali di Dangerous Woman, mentre su Apple Music è stato pubblicato il giorno dopo Everyday.
Il brano è stato registrato in due studi: gli MXM Studios di Los Angeles in California e i Wolf Cousins Studios di Stoccolma in Svezia.

## Esibizioni dal vivo
Per promuovere Dangerous Woman, Ariana Grande ha presentato Greedy a Good Morning America nell'ambito del  "Concert Summer Summer Park". Durante lo spettacolo ha eseguito anche Dangerous Woman e Be Alright. Ha anche eseguito la canzone durante un concerto promozionale per l'album su Vevo il 21 maggio 2016 e durante il Summertime Ball 2016.
Il brano è entrato anche nella scaletta del Dangerous Woman Tour.

## Tracce
Testi e musiche di Max Martin, Savan Kotecha, Ilya Salmanzadeh e Alexander Kronlud.
1. Greedy – 3:34